# Amilin
Amilin (ostrvaca amiloidnog polipeptida, IAPP) je 37 aminokiselina dug peptidni hormon. On se izlučuje zajedno sa insulinom iz pankreasnih β-ćelija u odnosu od oko 100:1. Amilin učestvuje u glicemičkog regulaciji putem usporavanja gastričkog pražnjenja i promovisanja sitosti, čime sprećava postprandijalna nagla povišenja nivoa krvne glukoze.
IAPP se formira iz 89 aminokiseline duge kodirajuće sekvence. Proostvce amiloidni polipeptid (proIAPP, proamilin, amiloidni polipeptidni prekurzor, proostrvce protein) se formira u pankreasnim beta-ćelijama kao peptid sa 67 aminokiselina, 7404 Daltona težak propeptid i on podleže posttranslacionoj modifikaciji uključujući proteazno presecanje da se formira amilin.

## Literatura
- Westermark P, Andersson A, Westermark GT (2005). „Is aggregated IAPP a cause of beta-cell failure in transplanted human pancreatic islets?”. Curr. Diab. Rep. 5 (3): 184—8. PMID 15929864. doi:10.1007/s11892-005-0007-2.
- JW, Höppener; Oosterwijk C; Visser-Vernooy HJ (1993). „Characterization of the human islet amyloid polypeptide/amylin gene transcripts: identification of a new polyadenylation site”. Biochem. Biophys. Res. Commun. 189 (3): 1569—77. PMID 1282806. doi:10.1016/0006-291X(92)90255-J.
- JA, Hubbard; Martin SR; Chaplin LC (1991). „Solution structures of calcitonin-gene-related-peptide analogues of calcitonin-gene-related peptide and amylin”. Biochem. J. 275 (Pt 3): 785—8. PMC 1150122 . PMID 2039456.
- PC, Butler; Chou J; Carter WB (1990). „Effects of meal ingestion on plasma amylin concentration in NIDDM and nondiabetic humans”. Diabetes. 39 (6): 752—6. PMID 2189768. doi:10.2337/diabetes.39.6.752.
- AD, van Mansfeld; Mosselman S; Höppener JW (1990). „Islet amyloid polypeptide: structure and upstream sequences of the IAPP gene in rat and man”. Biochim. Biophys. Acta. 1087 (2): 235—40. PMID 2223885. doi:10.1016/0167-4781(90)90210-S.
- L, Christmanson; Rorsman F; Stenman G (1990). „The human islet amyloid polypeptide (IAPP) gene. Organization, chromosomal localization and functional identification of a promoter region”. FEBS Lett. 267 (1): 160—6. PMID 2365085. doi:10.1016/0014-5793(90)80314-9.
- A, Clark; Edwards CA; Ostle LR (1989). „Localisation of islet amyloid peptide in lipofuscin bodies and secretory granules of human B-cells and in islets of type-2 diabetic subjects”. Cell Tissue Res. 257 (1): 179—85. PMID 2546670. doi:10.1007/BF00221649.
- M, Nishi; Sanke T; Seino S (1990). „Human islet amyloid polypeptide gene: complete nucleotide sequence, chromosomal localization, and evolutionary history”. Mol. Endocrinol. 3 (11): 1775—81. PMID 2608057. doi:10.1210/mend-3-11-1775.
- Mosselman S, Höppener JW, Lips CJ, Jansz HS (1989). „The complete islet amyloid polypeptide precursor is encoded by two exons”. FEBS Lett. 247 (1): 154—8. PMID 2651160. doi:10.1016/0014-5793(89)81260-8.
- P, Westermark; Wernstedt C; Wilander E (1987). „Amyloid fibrils in human insulinoma and islets of Langerhans of the diabetic cat are derived from a neuropeptide-like protein also present in normal islet cells”. Proc. Natl. Acad. Sci. U.S.A. 84 (11): 3881—5. PMC 304980 . PMID 3035556. doi:10.1073/pnas.84.11.3881.
- S, Mosselman; Höppener JW; Zandberg J (1988). „Islet amyloid polypeptide: identification and chromosomal localization of the human gene”. FEBS Lett. 239 (2): 227—32. PMID 3181427. doi:10.1016/0014-5793(88)80922-0.
- GJ, Cooper; Willis AC; Clark A (1988). „Purification and characterization of a peptide from amyloid-rich pancreases of type 2 diabetic patients”. Proc. Natl. Acad. Sci. U.S.A. 84 (23): 8628—32. PMC 299599 . PMID 3317417. doi:10.1073/pnas.84.23.8628.
- Westermark P, Wernstedt C, Wilander E, Sletten K (1986). „A novel peptide in the calcitonin gene related peptide family as an amyloid fibril protein in the endocrine pancreas”. Biochem. Biophys. Res. Commun. 140 (3): 827—31. PMID 3535798. doi:10.1016/0006-291X(86)90708-4.
- JW, Höppener; Verbeek JS; EJ, de Koning (1994). „Chronic overproduction of islet amyloid polypeptide/amylin in transgenic mice: lysosomal localization of human islet amyloid polypeptide and lack of marked hyperglycaemia or hyperinsulinaemia”. Diabetologia. 36 (12): 1258—65. PMID 8307253. doi:10.1007/BF00400803.
- Lim YA, Ittner LM, Lim YL, Götz J (2008). „Human but not rat amylin shares neurotoxic properties with Abeta42 in long-term hippocampal and cortical cultures”. FEBS Lett. 582 (15): 2188—2194. PMID 18486611. doi:10.1016/j.febslet.2008.05.006.

## Spoljašnje veze
- amylin на 
- „Amylin Nucleation Site”. PDB entry 1KUW. RCSB Protein Data Bank. Архивирано из оригинала 16. 04. 2008. г. Приступљено 28. 5. 2008.